# Izvor mladosti (strip)
Izvor mladosti je 8. epizoda strip edicije Marti Misterija. U SR Srbiji, tada u sastavu SFRJ, ova epizoda je objavljena prvi put u februaru 1984. godine kao vanredno izdanje Lunov magnus stripa #8. u izdanju Dnevnika iz Novog Sada. Cena sveske bila je 60 dinara (1,55 DEM; 0,58 $). Ovo je 2. deo duže epizode koja je započela u vanrednom izdanju LMS #7 pod nazivom Čovek koji je otkrio Evropu.

## Marti Misterija kao posebno izdanje LMS
U vreme kada je ova epizoda objavljena prvi put u bivšoj Jugoslaviji, Marti Misterija je još uvek izlazio kao posebno izdanje LMS smenjujući se sa stripom Đil (koji je kasnije prestao da izlazi). Smenjivanje je bilo pravilo kako na naslovnoj strani, tako i u pogledu redosleda epizoda. (Na jednoj svesci bi na naslovnoj strani bio Đil, a na drugoj Marti Misterija. U jednom broju bi prvi strip bio Đil, a u narednoj Marti Misterija.) Cela sveska #8 imala je ukupno 198 strana, dok se ova epizoda nalazila na stranama 3-98. U drugom delu sveske nalazila se epizoda Đila pod nazivom Haos u Čikagu (str. 99-194). Epizoda Marti Misterije završava se u svesci #9 Bermudski trougao u kojoj počinje i nova epizoda.

## Originalna epizoda
Premijerno je objavljena 01. novembra 1982. u Italiji pod nazivom La fonte della giovinezza za izdavačku kuću Boneli (Italija). Imala je 64 strane. Cena je bila 800 lira ($0,51; 1,25 DEM). Epizodu je nacrtao Franko Binjoti (Franco Bignotti), a scenario je napisao Alfredo Kasteli. Naslovnu stranu nacrtao je Đankarlo Alesandrini.

## Reprize ove epizode
U Srbiji je ova epizoda reprizirana u knjizi #2 kolekcionarske edicije Biblioteka Marti Mistrija koju je objavio Veseli četvrtak, 30.4.2015.

## Prethodna i naredna sveska vanrednog izdanja LMS
Prethodna sveska nosila je naziv Čovek koji je otkrio Evropu (#7), a naredna Bermudski trougao (#9).